# Jurij Nikiforov
Jurij Nikiforov, ukrajinsko-ruski nogometaš, * 16. september 1970.
Za sovjetsko reprezentanco je odigral štiri uradne tekme, za ukrajinsko reprezentanco je odigral tri uradne tekme, za rusko reprezentanco je odigral 55 uradnih tekem in dosegel šest golov.